# Stellaster childreni
Espèce
Stellaster childreni est une espèce d'étoiles de mer de la famille des Goniasteridae.

## Description
C'est une Goniasteridae large, aplatie, pentagonale et aux bras effilés. Les plaques marginales portent de petits piquants qui l'aident à progresser sur ou dans le sable. Sa face orale est ornée d'un motif central bleu violacé. 

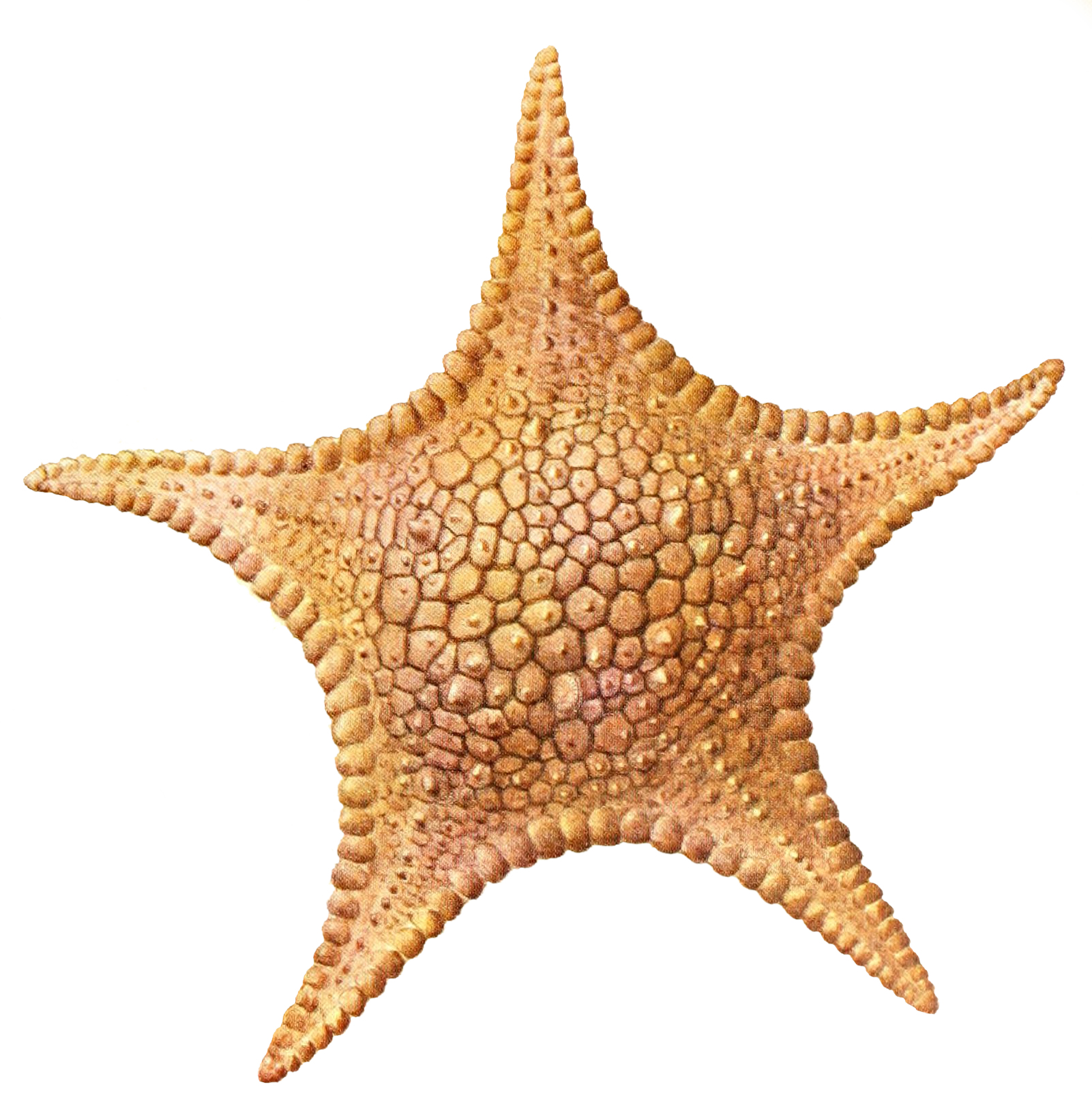
Face aborale.
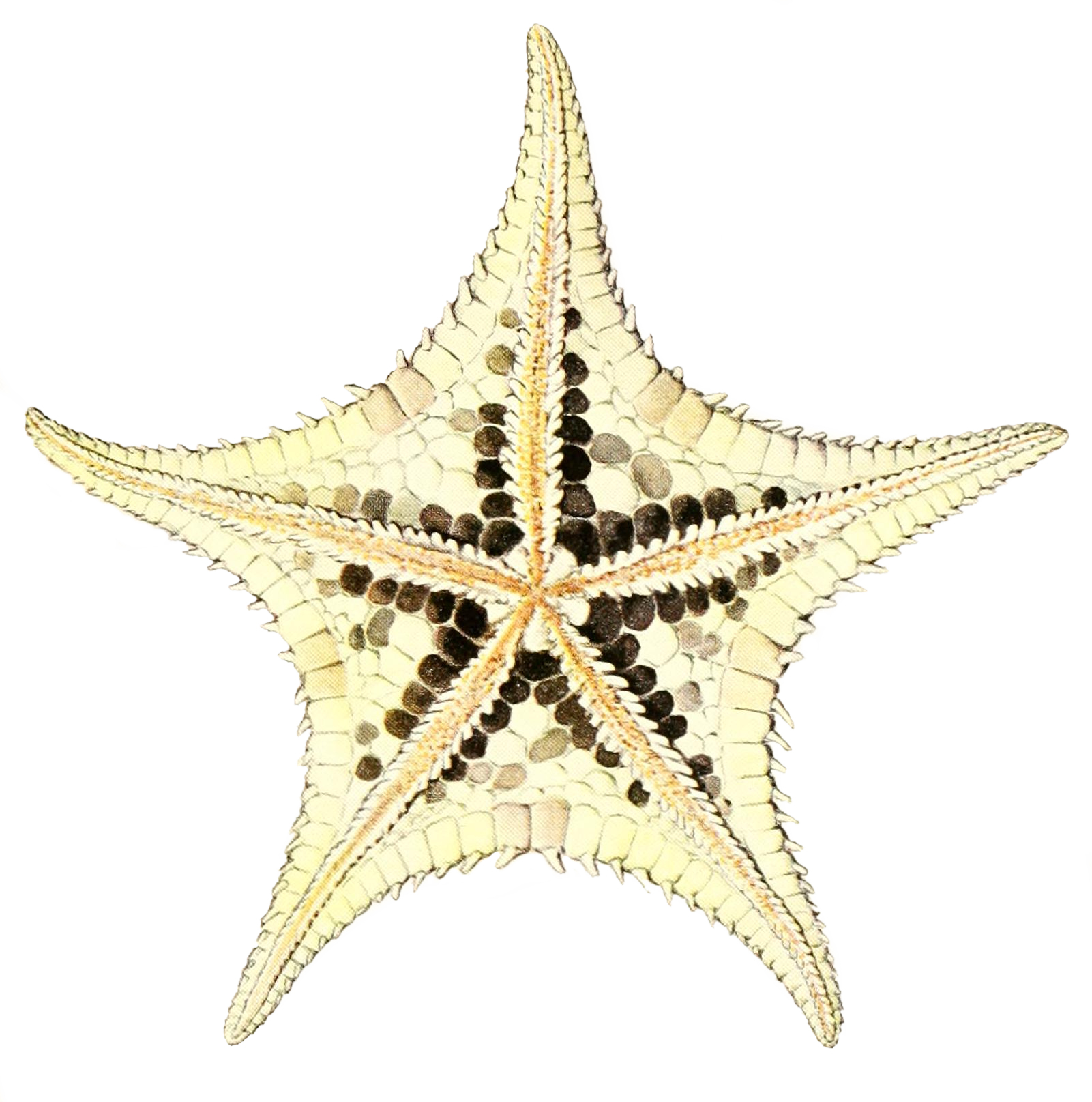
Face orale.
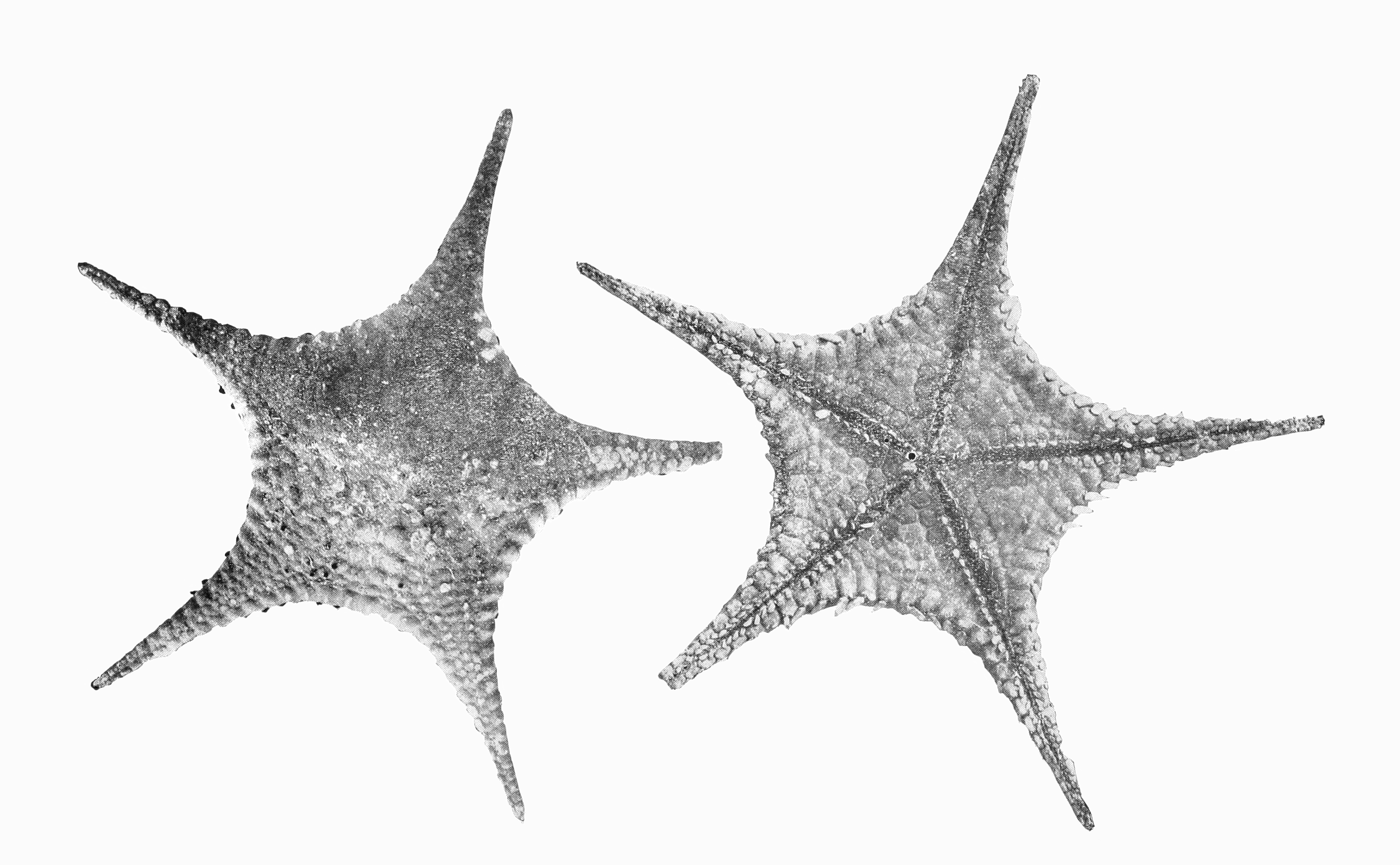

## Habitat et répartition
Cette espèce se retrouve dans tout l'océan Indien, mer Rouge comprise, où elle est la seule de son genre (hors Australie occidentale). 

## Systématique
Le nom valide complet (avec auteur) de ce taxon est Stellaster childreni Gray, 1840,.
Stellaster childreni est une espèce très largement répartie et assez variable. En conséquence, elle a de nombreux synonymes :
- Asterias equestris Bruzelius, 1805
- Goniaster belcheri Lutken, 1865
- Goniaster equestris von Martens, 1865
- Goniaster incei (Gray, 1847)
- Goniaster muelleri von Martens, 1865
- Goniaster tuberculosus von Martens, 1865
- Pentagonaster belcheri Perrier, 1878
- Pentagonaster equestris (Bruzelius, 1805)
- Pentagonaster incei (Gray, 1847)
- Stellaster bandana Döderlein, 1935
- Stellaster belcheri Gray, 1847
- Stellaster childreni f. bandanna Doderlein, 1935
- Stellaster childreni f. crassa Doderlein, 1935
- Stellaster crassa Döderlein, 1935
- Stellaster elongata Döderlein, 1935
- Stellaster equestris (Bruzelius, 1805)
- Stellaster gracilis Möbius, 1859
- Stellaster incei f. elongata Döderlein, 1935
- Stellaster incei f. gracilis (Möbius, 1835)
- Stellaster incei f. indica Döderlein, 1935
- Stellaster incei f. latior Döderlein, 1935
- Stellaster incei f. semoni Döderlein, 1935
- Stellaster incei Gray, 1847
- Stellaster indica f. tenuispina Döderlein, 1935
- Stellaster indica Döderlein, 1935
- Stellaster latior Döderlein, 1935
- Stellaster semoni Döderlein, 1935
- Stellaster tenuispina Döderlein, 1935

## Publication originale
- (en) John Edward Gray, « A synopsis of the genera and species of the class Hypostoma (Asterias, Linnaeus) », Annals and Magazine of Natural History, Londres, vol. 6, no 37,‎ décembre 1940, p. 275-290 (ISSN 0374-5481, lire en ligne, consulté le 12 avril 2024).